# Trentepohlia
Trentepohlia je rod řas z čeledi Trentepohliaceae, která se vyskytuje na suchozemských podkladech, například na kůře stromů. Někdy také vstupuje do symbiotického svazku jako součást lišejníku. Stélka řasy Trentepohlia je vláknitá, zelená či díky karotenoidům oranžová. Vyskytuje se ve vlhkých oblastech.

## Druhy
Je rozlišováno cca 60 druhů a poddruhů, a dále existuje přibližně 80 různých synonym a neuznávaných jmen. V České republice jsou podle literatury běžné následující tři druhy:
- Trentepohlia umbrina tvoří červenohnědé povlaky na kůře stromů
- Trentepohlia iolithus - za vlhka červenohnědé, za sucha šedozelené povlaky na kamenech v údolích horských potoků
- Trentepohlia aurea - krátce plstnaté oranžové povlaky na zdech a skalách